# Ким Ён Чхоль (судья)
Ким Ён Чхоль (кор. 김용철, 17 декабря 1924, Сонджу — 14 марта 2023) — южнокорейский юрист и судья. Получил образование в Сеульском национальном университете. Он занимал пост председателя Верховного суда Республики Корея с 1986 по 1988 год.
Скончался 14 марта 2023 года в возрасте 98 лет.

## Карьера
Родился в уезде Сонджу провинции Кёнсан-Пукто, в 1924 году, окончил среднюю школу Кёнбук, сдал 3-й экзамен на адвоката Чосон[уточнить] в 1949 году, когда учился на юридическом факультете Сеульского национального университета, и окончил Сеульский национальный университет в 1950 году, став лучшим в своем классе. После прохождения военной службы в качестве военно-морского судьи с 1951 по 1956 год он был назначен судьёй окружного суда Тэгу в 1957 году. С 1961 по 1967 год он работал председателем окружного суда Сеула, а в 1968 году — председателем Высокого суда Сеула. В 1973 году назначен председателем окружного суда в Чхунчхоне.
В 1975 году назначен судьёй Верховного суда. Он стал первым на этой должности, кто получил юридическое образование не в японскую колониальную эпоху[уточнить].
Он не доработал свой 5-летний срок из-за конституционной поправки и ждал, пока Национальное собрание повторно назначит главного судью. 15 июня 1988 года он столкнулся со вторым судебным потрясением[уточнить], которое было разработано с подписями главные судьи призывают к отставке главного судьи. 17 июня он провёл пресс-конференцию в приёмной главного судьи и сказал: «Я ухожу в отставку, потому что я думаю, что моя отставка — это путь к судебной власти добиться успеха». Этого делать не следует, и это должно послужить возможностью для развития судебной власти», — он отклонил отставку главного судьи[кого?], подавшего заявление об отставке, заявив: «Вся ответственность за эту ситуацию[какую?] лежит на мне как главе судебной власти».
После этого он работал представителем юридического бюро Hanyang Joint Law Office и председателем школьной корпорации Академии Кён Хи.